# O'Tacos
O'Tacos est une chaîne de restauration rapide française créée en 2010 mais trouvant ses origines en 2007 à Grenoble, puis à Bordeaux. L'enseigne est spécialisée dans les tacos français. Assumant les multiples accusations de malbouffe, la marque se développe par franchise, majoritairement en France, mais également à l'étranger.

## Histoire

### Débuts difficiles et modestes
Alors qu'il travaille en tant que plaquiste dans le secteur du bâtiment, Patrick Pelonero découvre le tacos français. « Quelques snacks en proposaient et ils ne désemplissaient pas. […] J'avais un phénomène fou devant moi. Je me suis dit que je serai le dernier des idiots si je ne faisais pas ça ». Pour meubler « ses hivers difficiles », n'ayant pourtant jamais travaillé dans la restauration, il ouvre en 2007 en banlieue sud de Grenoble un petit fast food, « Le tacos des alliés », qui attire les jeunes du quartier. Les débuts sont difficiles. En parallèle, Silman Traoré (ami de Patrick Pelonero) ouvre un snack sous l'enseigne O'Tacos à Bordeaux en 2010. Patrick Pelonero décide de revendre « Le tacos des alliés » pour se lancer dans la communication ; il va repenser O'Tacos, finit par s'associer avec Silman Traoré. Le duo se voit rejoint par Samba Traoré ; ils ouvrent tous trois un second restaurant, toujours à Bordeaux puis un troisième en franchise à Tremblay-en-France. Concernant ce restaurant, Patrick Pelonero déclare que « cela faisait 25 m2 ; la cuisine était très compacte, avec peu de places assises, mais il y a eu très vite d'immenses files d'attente grâce au bouche-à-oreille et aux réseaux sociaux » ; « Facebook, c'était gratuit » précise-t-il. Il affirme qu'« on prenait des emplacements de fortune. Nos moyens ne nous permettaient pas d'aller ailleurs ». Et le cofondateur de O'Tacos ajoute que « nous faisions des journées gratuites au moment de nos ouvertures pour créer de la notoriété ». La professionnalisation de la franchise débute en 2014 et le nombre de restaurants se développe rapidement année après année, d'abord en Ile-de-France.
Reprenant les codes des jeunes pour faire leur communication sur YouTube, Snapchat ou Instagram et O'Tacos s'est inspiré d'un concept américain appliqué au steak, en lançant tous les jeudis soir le concours du Gigatacos avec les quatre premiers arrivés : celui qui « parviendra à dévorer, vidéo à l'appui, le giga tacos de 2,5 kg en moins de 3 h 30, ne paie pas son addition ». Sur Facebook, Instagram ou Twitter, le buzz fonctionne et fait décoller la notoriété de l'enseigne de restauration rapide, en récoltant 2,5 millions de fans sur les réseaux sociaux avec pourtant seulement dix-sept personnes qui sont parvenues à finir leur gigatacos. Youtubers et influenceurs du moment se prêtent au jeu du Gigatacos régulièrement, permettant une large publicité grâce à leur popularité. O'Tacos reconnaît que l'utilisation des réseaux sociaux était « un moyen de communication de fortune » mais parfaitement maitrisé : les chiffres d'abonnés sont proches de ceux de McDonald's France.

### Développement international
L'enseigne se lance à l'étranger avec l'ouverture d'un restaurant à Marrakech, un autre en juillet 2016[source insuffisante] à Schaerbeek en Belgique,, et en janvier 2017, O'Tacos ouvre ses portes à Brooklyn aux États-Unis[source insuffisante]. Le 12 septembre 2017, O'Tacos inaugure son restaurant de Valenciennes avec le rappeur Gradur. Le restaurant O'Tacos à Brooklyn est fermé depuis mars 2019. L'enseigne se développe en franchise et compte pratiquement 300 restaurants en 2020 dont une cinquantaine à l'étranger.
En mai 2018, le fonds d'investissement belge Kharis Capital, à travers sa filiale QSRP (également investisseur dans Burger King Belgique ou Quick Belgique) prend le contrôle de O'Tacos afin de développer l'enseigne à l'étranger.

## Activités

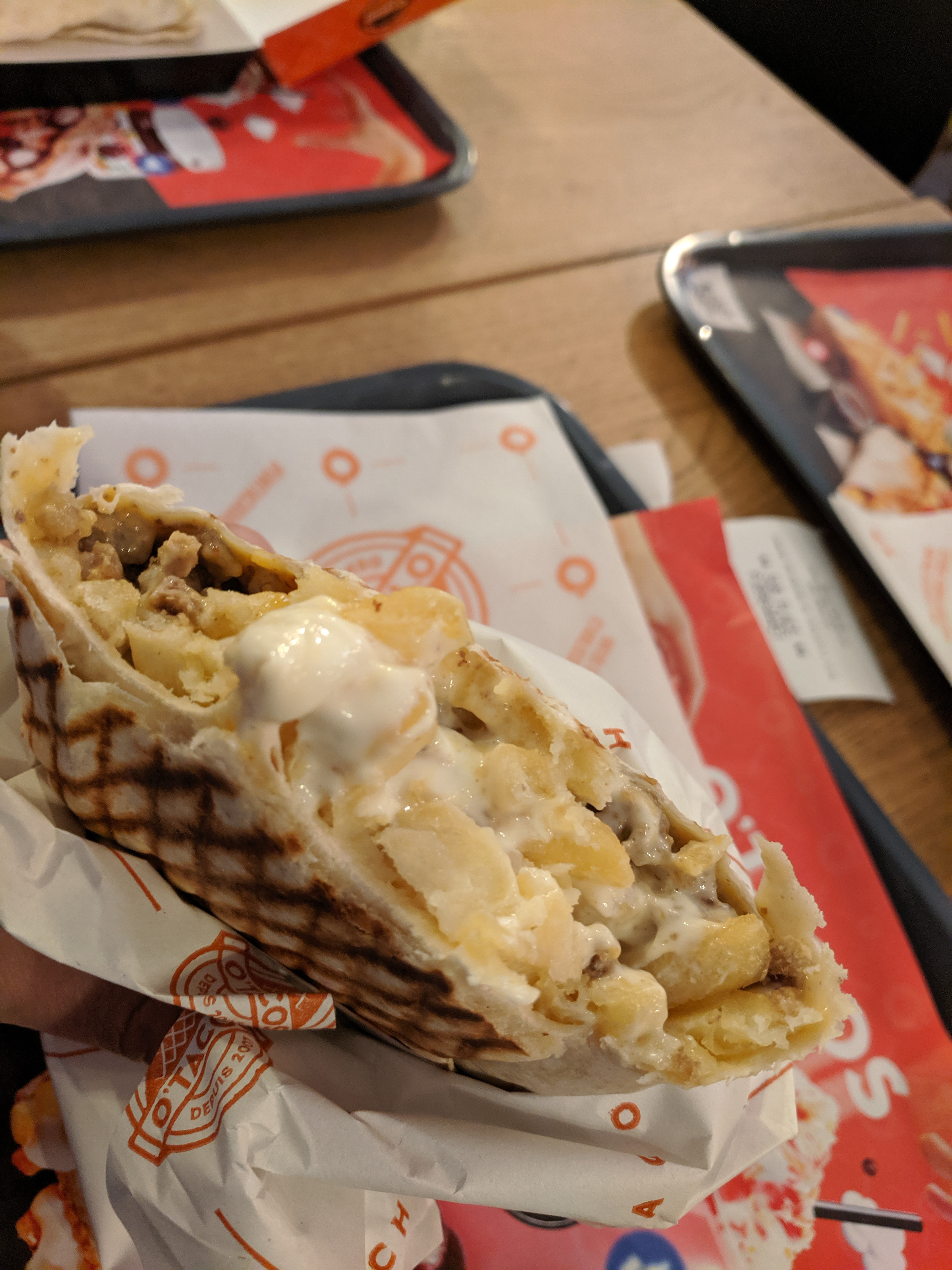
Exemple de Tacos

O'Tacos est une chaîne de restauration rapide qui propose un menu de tacos français. Dans les enseignes O'Tacos, le client choisit ses ingrédients (viandes, sauces et suppléments), parmi une quarantaine d'ingrédients dont deux sont des légumes. Les « Otacos » sont disponibles dans plusieurs tailles jusqu'au Gigatacos, plus de deux kilogrammes. L'enseigne utilise des viandes halal qui permet d'accueillir un public de confession musulmane,.

## Controverses

### Diététique
Les produits vendus par la chaîne O'Tacos contiennent essentiellement des viandes, des matières grasses,  des sauces sucrées/salées, sans légumes, ce qui mène le JDD d'Europe 1 à le qualifier de « sandwich diététiquement incorrect » et nuance « Ni bio ni sain, c'est un ovni comestible »,. Les critiques font remarquer que les produits de la chaîne O'Tacos ne sont pas des tacos mexicains, ce qui concorde avec le positionnement de la marque se caractérisant de « French Tacos », comprendre « Tacos français ». En moyenne les tacos font 1 500 calories et le rapport à la malbouffe reste totalement assumé aussi bien par l'enseigne que par les clients.
Afin d'élaborer son classement des villes les plus « frappées » par la malbouffe en France, le site my-pharma.info compte le nombre de fast-foods à Toulouse, incluant les seize chaînes de restauration rapide les plus présentes en France et O'Tacos figure dans cette liste ,,.
Le nutritionniste Jean-Louis Berta critique le défi du Gigatacos en disant que « cela fait un apport énergétique trop important. Manger sans avoir faim est un comportement pathologique que l'on ne devrait pas inciter ». Le journaliste Pierre Carrey du journal Libération évoque les Gigatacos comme « garantis imbouffables, vaste artifice du marketing ».
Patrick Pelonero  déclare assumer « totalement le côté gras. C'est ce que veulent les jeunes qui viennent chez nous. C'est l'endroit détesté des parents ».
Le 9 décembre 2019, le conseil communal de Mouscron vote pour le O'Tacos de sa ville, l'octroi d'une prime de 6 000 € d'aide publique Creashop destinée aux enseignes « de qualité » qui ouvrent en centre-ville pour son ouverture. La conseillère communale d'opposition Rebecca Nuttens estime qu'O'Tacos n'a pas sa place dans cette sélection, en demandant « depuis quand un fast-food est un commerce de qualité ? Cela nous semble contradictoire avec un projet cher à notre Ville… ». Mouscron fait également partie du réseau des Villes Santé de l'Organisation mondiale de la santé depuis 2007.
La cheffe et ex-candidate de Top Chef Marie-Victorine Manoa, qui a suivi des cours de nutrition lorsqu'elle se formait à l'Institut Paul Bocuse, affirme que le bilan calorique « est alarmant » avec 1 448 calories pour la recette populaire de O'Tacos.

### Droit du travail
Le 9 février 2018, le franchisé O'Tacos de Pigalle à Paris est fermé à la suite de la grève des 24 salariés qui accusent le gérant de travail par des slogans tels que : « O'Tacos ou O'voleur ? » Ils disent être non rémunérées depuis des mois et victimes de fiches de paie trafiquées, de harcèlement sexuel, d'absence de congés payés et de coups portés aux salariés,. La chaîne O'Tacos France a fait savoir qu'elle a « initié une enquête interne et suspendu immédiatement à titre conservatoire la licence du franchisé mis en cause ».
La police aux frontières appréhende un Bangladais en situation irrégulière qui travaille dans le restaurant O'Tacos de Thionville, comme cuisinier ; le responsable de ce restaurant, originaire de Belgique, doit répondre de travail irrégulier d'étranger, et risque une amende pouvant s'élever jusqu'à 75 000 €. 
Le 24 juin 2019, Yacine M., 28 ans, français et gérant des trois restaurants O'tacos de Tours et du restaurant O'Tacos de la place Bardou-Job, à Perpignan, et son associé Yassine Zerizer ont été interpellés, mis en examen et placés en détention provisoire pour abus de bien social, travail dissimulé, conditions de travail et d'hébergement contraires à la dignité. Les deux gérants ont fait travailler une vingtaine de Bangladais en situation irrégulière  dans « des conditions de vie déplorables, des heures qui se multiplient, contre 800 € par mois. » Le 16 juillet 2019, une ouverture de liquidation judiciaire des trois sociétés est rendue.

### Source
- Claire Lefevbre, « O'Tacos, l'empire du gras », Le Point, no 2555,‎ 5 août 2021, p. 52 à 55 (ISSN 0242-6005).